# کورمانج کوه
کورمانج کوه ( کرمانجی : چیای کورمنج، عربی : جبل الکرد ) با نام های کوهستان کورمانج یا حلب کوه یا کوه کردها نیز شناخته می شود. بلندی های شمال باختری سوریه و جنوب ترکیه در مرز با سوریه را در بر می گیرد. استان حلب سوریه و استان کیلیس ترکیه آن را بر گرفته اند.